# Chasmata di Caronte
Segue una lista dei chasmata presenti sulla superficie di Caronte. La nomenclatura di Caronte è regolata dall'Unione Astronomica Internazionale; la lista contiene solo formazioni esogeologiche ufficialmente riconosciute da tale istituzione.
I chasmata di Caronte portano i nomi di mezzi di esplorazione mitologici e immaginari.

## Prospetto
| Chasmata        | Eponimo                                                                                              | Latitudine | Longitudine | Diametro |
| --------------- | --- | ---------- | ----------- | -------- |
| Argo Chasma     | Argo - Nella mitologia greca, nave usata da Giasone per andare alla conquista del vello d'oro.       | 27,8° N    | 80,4° E     | 355 km   |
| Caleuche Chasma | Caleuche - Nella tradizione dell'isola cilena di Chiloé, nave fantasma condotta da marinai annegati. | 72,5° N    | 241,8° E    | 400 km   |
| Mandjet Chasma  | Mandjet - Nella mitologia egizia, una delle due navi usate da Ra.                                    | 4,8° N     | 294,4° E    | 385 km   |